# Christophe Beck
Christophe Beck (1972, Montreal) is een Canadees filmcomponist.
Hij studeerde muziek aan de Yale-universiteit in New Haven (Connecticut) en aan de University of Southern California in Los Angeles, waar hij een opleiding volgde voor filmmuziekcomponist en les kreeg van onder meer Jerry Goldsmith. Beck studeerde en werkte in die periode ook met de componist Mike Post. Hij begon zijn carrière met muziek componeren voor televisieseries zoals Buffy the Vampire Slayer (1997-2001) waarmee hij een Emmy Award won, en later componeerde hij vooral voor speelfilms. Zijn bekendste films zijn The Hangover-reeks en de Walt Disneyfilm Frozen. De laatst genoemde film werd in 2015 in drie categorieën genomineerd voor een Grammy Award:. Beck voor "Best Score Soundtrack for Visual Media" en Kristen Anderson-Lopez en Robert Lopez voor "Best Compilation Soundtrack for Visual Media" en "Best Song Written for Visual Media" (song: "Let It Go"). Alleen Anderson-Lopez en Lopez wonnen daadwerkelijk de Grammy Awards in beide categorieën.

## Filmografie
| Jaar | Titel                                              | Opmerkingen              |
| ---- | -------------------------------------------------- | ------------------------ |
| 1996 | Past Perfect                                       |                          |
| 1996 | Crossworlds                                        |                          |
| 1997 | Hostile Intent                                     |                          |
| 1997 | Life During Wartime                                |                          |
| 1997 | The Alarmist                                       |                          |
| 1998 | Starstruck                                         |                          |
| 1998 | Bone Daddy                                         |                          |
| 1998 | Airbone                                            |                          |
| 1998 | Dog Park                                           |                          |
| 1999 | Let the Devil Wear Black                           |                          |
| 1999 | Guinevere                                          |                          |
| 1999 | Coming Soon                                        |                          |
| 2000 | The Broken Hearts Club: A Romantic Comedy          |                          |
| 2000 | Bring It On                                        |                          |
| 2000 | Think as Thieves                                   |                          |
| 2001 | Lightmaker                                         |                          |
| 2002 | Slap Her... She's French                           | met David Michael        |
| 2002 | Big Fat Liar                                       |                          |
| 2002 | The Skulls II                                      |                          |
| 2002 | Interstate 60                                      |                          |
| 2002 | Stealing Harvard                                   |                          |
| 2002 | The Tuxedo                                         | met John Debney          |
| 2003 | Just Married                                       |                          |
| 2003 | The Event                                          |                          |
| 2003 | Confidence                                         |                          |
| 2003 | American Wedding                                   |                          |
| 2003 | Dickie Roberts: Former Child Star                  |                          |
| 2003 | Under the Tuscan Sun                               |                          |
| 2003 | Cheaper by the Dozen                               |                          |
| 2004 | Saved!                                             |                          |
| 2004 | The Sulls III                                      | met Mark Killan          |
| 2004 | Garfield                                           |                          |
| 2004 | A Cinderella Story                                 |                          |
| 2004 | Little Black Book                                  |                          |
| 2004 | Without a Paddle                                   |                          |
| 2004 | Taxi                                               |                          |
| 2005 | Elektra                                            |                          |
| 2005 | Ice Princess                                       |                          |
| 2005 | The Perfect Man                                    |                          |
| 2005 | 3 Needles                                          |                          |
| 2005 | Two for the Money                                  |                          |
| 2005 | Yours, Mine and Ours                               |                          |
| 2006 | The Pink Panther                                   |                          |
| 2006 | The Sentinel                                       |                          |
| 2006 | Garfield: A Tail of Two Kitties                    |                          |
| 2006 | Zoom                                               |                          |
| 2006 | We Are Marshall                                    |                          |
| 2006 | School for Scoundrels                              |                          |
| 2007 | Year of the Dog                                    |                          |
| 2007 | Charlie Bartlett                                   |                          |
| 2007 | License to Wed                                     |                          |
| 2007 | The Seeker                                         |                          |
| 2007 | Fred Claus                                         |                          |
| 2008 | Phoebe in Wonderland                               |                          |
| 2008 | Drillbit Taylor                                    |                          |
| 2008 | What Happens in Vegas...                           |                          |
| 2009 | The Greatest                                       |                          |
| 2009 | The Pink Panther 2                                 |                          |
| 2009 | The Hangover                                       |                          |
| 2009 | I Love You, Beth Cooper                            |                          |
| 2009 | Post Grad                                          |                          |
| 2009 | The Marc Pease Experience                          |                          |
| 2009 | All About Steve                                    |                          |
| 2010 | Percy Jackson & the Olympians: The Lightning Thief |                          |
| 2010 | Hot Tub Time Machine                               |                          |
| 2010 | Date Night                                         |                          |
| 2010 | Death at a Funeral                                 |                          |
| 2010 | RED                                                |                          |
| 2010 | Due Date                                           |                          |
| 2010 | Burlesque                                          |                          |
| 2011 | Cedar Rapids                                       |                          |
| 2011 | The Hangover Part II                               |                          |
| 2011 | Crazy, Stupid, Love.                               |                          |
| 2011 | Tower Heist                                        |                          |
| 2011 | The Muppets                                        |                          |
| 2012 | This Means War                                     |                          |
| 2012 | The Watch                                          |                          |
| 2012 | Pitch Perfect                                      |                          |
| 2012 | The Guilt Trip                                     |                          |
| 2013 | Movie 43                                           | segment "Happy Birthday" |
| 2013 | The Necessary Death of Charlie Countryman          | met DeadMono             |
| 2013 | The Hangover Part III                              |                          |
| 2013 | The Internship                                     |                          |
| 2013 | R.I.P.D.                                           |                          |
| 2013 | Runner Runner                                      |                          |
| 2013 | Frozen                                             |                          |
| 2014 | Endless Love                                       |                          |
| 2014 | Muppets Most Wanted                                |                          |
| 2014 | Edge of Tomorrow                                   |                          |
| 2014 | Let's Be Cops                                      | met Jake Monaco          |
| 2014 | Good Kill                                          |                          |
| 2014 | Cake                                               |                          |
| 2014 | Alexander and the Terrible, No Good, Very Bad Day  |                          |
| 2015 | Hot Tub Time Machine 2                             |                          |
| 2015 | Get Hard                                           |                          |
| 2015 | Hot Pursuit                                        |                          |
| 2015 | Ant-Man                                            |                          |
| 2015 | The Peanuts Movie                                  |                          |
| 2015 | Sisters                                            |                          |
| 2016 | Trolls                                             |                          |
| 2017 | An Ordinary Man                                    | met Gonzales             |
| 2017 | American Made                                      |                          |
| 2017 | 12th Man                                           |                          |
| 2018 | Gringo                                             |                          |
| 2018 | Anon                                               |                          |
| 2018 | Ant-Man and the Wasp                               |                          |
| 2018 | The Christmas Chronicles                           |                          |
| 2019 | Frozen II                                          |                          |
| 2020 | Like a Boss                                        |                          |
| 2020 | Walkaway Joe                                       | met Jake Monaco          |
| 2020 | The Christmas Chronicles 2                         |                          |
| 2021 | Free Guy                                           |                          |
| 2023 | Ant-Man and the Wasp: Quantumania                  |                          |
| 2023 | Shazam! Fury of the Gods                           |                          |

## Overige producties

### Televisiefilms
| Jaar | Titel                  | Opmerkingen |
| ---- | ---------------------- | ----------- |
| 1997 | Killing Mr. Griffin    |             |
| 1997 | Friends 'Til the End   |             |
| 1998 | Earthquake in New York |             |
| 2001 | Wolf Girl              |             |
| 2012 | Rogue                  |             |
| 2012 | Little Brother         |             |

### Televisieseries
| Jaar | Titel                    | Opmerkingen            |
| ---- | ------------------------ | ---------------------- |
| 1993 | White Fang               |                        |
| 1995 | Pig Sty                  |                        |
| 1995 | Land's End               |                        |
| 1996 | Good Company             |                        |
| 1996 | Second Noah              |                        |
| 1996 | Two                      |                        |
| 1996 | F/X: The Series          | 1996-1998              |
| 1997 | Spy Game                 | 1997-1998              |
| 1997 | George & Leo             | 1997-1998              |
| 1997 | Buffy the Vampire Slayer | 1997-2001              |
| 1999 | Caracara                 |                        |
| 1999 | Angel                    | 1999-2000              |
| 1999 | The Practice             | 1999-2000              |
| 2013 | Rock in a Hard Place     |                        |
| 2021 | WandaVision              | met Alex Kovacs        |
| 2021 | Hawkeye                  | met Michael Paraskevas |

### Documentaires
| Jaar | Titel                  | Opmerkingen       |
| ---- | ---------------------- | ----------------- |
| 2010 | Waiting for "Superman" |                   |
| 2014 | Red Army               | met Leo Birenberg |
| 2017 | A Symphony of Hope     |                   |
| 2019 | Watson                 |                   |

### Korte films
| Jaar | Titel                   | Opmerkingen                                        |
| ---- | ----------------------- | -------------------------------------------------- |
| 1996 | Mr. October             |                                                    |
| 2000 | Big Time                |                                                    |
| 2001 | The Cutting Room        |                                                    |
| 2012 | The Road We've Traveled | documentaire                                       |
| 2012 | Paperman                |                                                    |
| 2015 | Frozen Fever            |                                                    |
| 2017 | Lou                     |                                                    |
| 2017 | Olaf's Frozen Adventure | Nederlands: Olaf's Frozen Avontuur met Jeff Morrow |
| 2020 | Once Upon a Snowman     | Nederlands: Het verhaal van Olaf met Jeff Morrow   |

## Prijzen en nominaties

### Emmy Awards
| Jaar | Titel                    | Categorie | Uitslag     |
| ---- | ------------------------ | --- | ----------- |
| 1998 | Buffy the Vampire Slayer | Beste compositie voor een televisieserie (dramatische achtergrondmuziek), afl. "Becoming: Part 1"                                  | Gewonnen    |
| 2002 | Buffy the Vampire Slayer | Beste muziekregie, afl. "Once More, With Feeling"                                                                                  | Genomineerd |
| 2021 | WandaVision              | Beste compositie voor een gelimiteerde of anthologiereeks, film of special (originele dramatische partituur), afl. "Previously On" | Genomineerd |

### Grammy Awards
| Jaar | Titel  | Categorie                                     | Uitslag     |
| ---- | ------ | --------------------------------------------- | ----------- |
| 2015 | Frozen | Beste partituur soundtrack voor visuele media | Genomineerd |

## Hitlijsten

### Albums
| Album met eventuele hitnotering(en) in de Nederlandse Album Top 100 | Datum van verschijnen | Datum van binnenkomst | Hoogste positie | Aantal weken | Opmerkingen |
| ------------------------------------------------------------------- | --------------------- | --------------------- | --------------- | ------------ | ----------- |
| Frozen                                                              | 2013                  | 18-01-2014            | 2               | 188          | soundtrack  |

| Album met hitnotering(en) in de Vlaamse Ultratop 200 albums | Datum van verschijnen | Datum van binnenkomst | Hoogste positie | Aantal weken | Opmerkingen |
| ----------------------------------------------------------- | --------------------- | --------------------- | --------------- | ------------ | ----------- |
| Frozen                                                      | 2013                  | 14-12-2013            | 22              | 21           | soundtrack  |